# Szałaśka
Szałaśka (ukr. Шаласька) – stacja kolejowa w miejscowości Romaniwka, w obwodzie czerkaskim, na Ukrainie. Jest częścią Kolei Odeskiej. Znajduje się na linii Cwitkowe – Chrystyniwka.

## Linie kolejowe
- Cwitkowe – Chrystyniwka